# IC 2575
IC 2575 — галактика типу S? (спіральна галактика) у сузір'ї Насос.
Цей об'єкт міститься в оригінальній редакції індексного каталогу.